# Keoszi Prodikosz
Prodikosz (ógörögül: Πρόδικος), (Kéosz, i. e. 470/465 körül – Athén, i. e. 399 után) szofista filozófus, Prótagorasz tanítványa volt.

## Élete
Prodikosz Kéosz szigetéről származott. Többször járt követként Athénban, beszélt az ötszázak tanácsa előtt is. Vándorszónokként és -tanítóként pénzért tartott nyilvános ünnepi szónoklatokat, például a Lükeionban, illetve magánelőadásokat polgári házakban, köztük Kalliasznál. Fogadott tanítványokat is. Mindezzel jelentős vagyonra tett szert; korabeli források szerint fél minát (nagyjából 212,5 gramm ezüst) kért egy előadásért. Egy anekdota szerint Athénban halt meg, miután mérget ivott. Ennek valószínűségét azonban a tudomány kétségbe vonja. A hagyomány szerint, hasonlóan sok szofistához, ateista volt.

## Munkássága
Prodikosz morál-, vallási és természetfilozófiai kérdésekkel, de elsősorban grammatikával foglalkozott. A tudomány a szinonimika és a jelentéselmélet egyik előfutárának tekinti. Célja a nyelvhasználat fogalmi egyértelműségének elősegítése volt. Tanításának középpontjában az a gondolat állt, hogy minden szónak csak egy jelentése lehet, és a rossz nyelvhasználat az oka annak, hogy ez nincs így a gyakorlatban. Nyelvtani elméletei metafizikai alapokon álltak. A nevek helyességét (onomatón orthotész) kutatta, amelynek lényege az észlelt világ struktúrája és a nyelv összhangba hozása.
Neki tulajdonítják azt az állítást, hogy lehetetlen ellentmondani, mert ha két ember ellentmond egymásnak, beszélnek ugyan, de nem ugyanarról a dologról. Egyikük ugyanis igazat mond, a másik viszont nem arról a dologról beszél, hiszen nem állít igazat.
Vallási tanítására jellemző volt a szociológiai interpretáció; elsősorban a hit eredetével foglalkozott. A vallásfejlődést két szakaszra osztotta. Az elsőben az emberek a számukra hasznos dolgokat (Nap, Hold, folyók) tartották istennek. A második szakaszban azok az emberek emelkedtek isteni rangra, akik valamilyen fontos újítást hoztak a mindennapi életbe. Úgy látta, hogy a mezőgazdasági tevékenységeknek nagy szerepük volt a különböző rítusok (például az áldozati állatok levágása) kialakulásában.
Prodikosz az emberek egyenjogúságát hirdette. Platón ezeket a szavakat adja a szájába a Prótagorasz című dialógusban."A természet szava, nem pedig a törvény betűje szerint mi valamennyien rokonok, egymáshoz tartozók és polgártársak vagyunk"

## Művei
Művei nem maradtak fenn, tanításai csak másodlagos forrásokból ismertek. Platóntól tudjuk, hogy létezett egy Órák című munkája, amelyben valós személyek és mitológiai figurák példázatai szerepeltek. Ennek része volt a Héraklész a válaszúton című morálfilozófiai értekezés, amelyet Xenophón által ismerünk. Ebben az Erény és a Boldogság (Hitványság) kísérli meg Héraklészt "elcsábítani". Az Erény hosszú, nehezen járható utat ígér, amelynek végén dicsőség várja a hőst, míg a Boldogság (Hitványság) könnyű és élvezetes, de feledést hozó utat kínál. Héraklész az Erény útja mellett dönt. Írt egy értekezést Az emberi természetről címmel is. Arisztophanész Felhők című komédiájában Prodikoszt légbeli bölcsnek (meteóroszophisztész) nevezi, ami arra utalhat, hogy a filozófus esetleg csillagászattal is foglalkozott.

## Érdekességek
- Philosztratosz szerint a Boiótiában raboskodó Xenophónt kiengedték a börtönből, hogy meghallgathassa Prodikoszt[8]
- Platón többször is említi őt dialógusaiban, például a Prótagoraszban vagy a Menónban
- Prodikosz azt vallotta, hogy minden tárgyról olyan hosszan kell beszélni, amennyit ér[9]